# Tri Hải
Tri Hải là một xã thuộc huyện Ninh Hải, tỉnh Ninh Thuận, Việt Nam.

## Địa lý

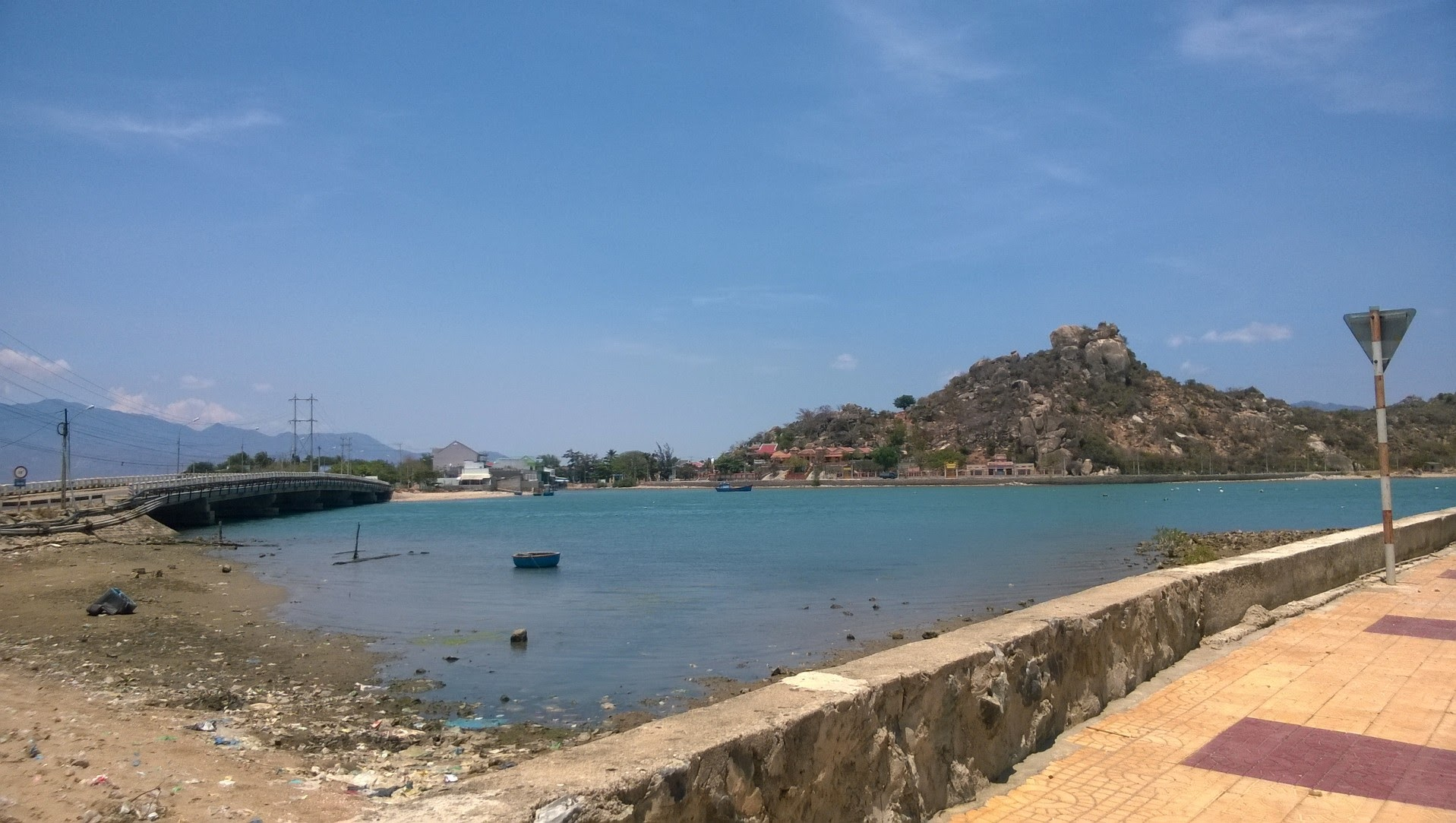
Một góc xã Tri Hải nhìn từ thị trấn Khánh Hải qua Đầm Nại

Xã Tri Hải nằm ở trung tâm huyện Ninh Hải, có vị trí địa lý:
- Phía đông giáp xã Nhơn Hải
- Phía tây giáp thị trấn Khánh Hải
- Phía nam giáp Biển Đông (vịnh Phan Rang)
- Phía bắc giáp xã Phương Hải và huyện Thuận Bắc

Xã có diện tích 26,90 km², dân số năm 2019 là 9.683 người, mật độ dân số đạt 360 người/km².

## Hành chính
Xã Tri Hải được chia thành 5 thôn: Khánh Hội, Khánh Tường, Tân An, Tri Thủy 1, Tri Thủy 2.

## Lịch sử
Xã Tri Hải được thành lập vào ngày 13 tháng 3 năm 1979 trên cơ sở đổi tên từ xã Phượng Hải.